# クラウディウス氏族

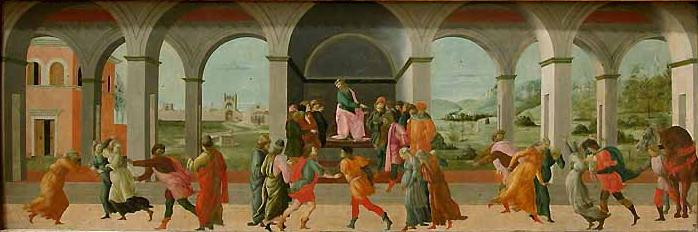
インレギッレンシス・サビヌスの非道を描いたフィリッピーノ・リッピ画『ウェルギニアの物語』（ルーヴル美術館所蔵、1470年）

クラウディウス氏族（ラテン語：gens Claudia）は、古代ローマの氏族のひとつ。元々はサビニ族を祖とし、ローマと平和的な関係を求めたアッティウス・クラウススが成人男性だけでも約500人のクリエンテスと共にローマへと移り住み、土地と元老院の議席を与えられた。最古の農村トリブスの一つが、この氏族名を冠している（クラウディア区）。

## 概要
共和政期を通じて多くの政務官を送り出した。パトリキ（貴族）系だけでなく、プレブス（平民）系でもマルケッルス家を出しており、第2代皇帝ティベリウスの頃までに、執政官28人、独裁官5人、ケンソル7人、凱旋将軍6人、次席凱旋将軍20人を数える。
その後もクラウディウス氏族の血統は絶えることなく続き、アウグストゥスの外戚として、ユリウス氏族とともに帝政ローマの最初の王朝（ユリウス＝クラウディウス朝）の皇族としての血統を築き上げることとなる。
クロード、クローディア、クラウディオ、クラウディアといった人名はこの氏族に由来する。ルキウスというプラエノーメンは罪人を出したためこの氏族では忌避されている。

## パトリキ系

### インレギッレンシス家
- マルクス

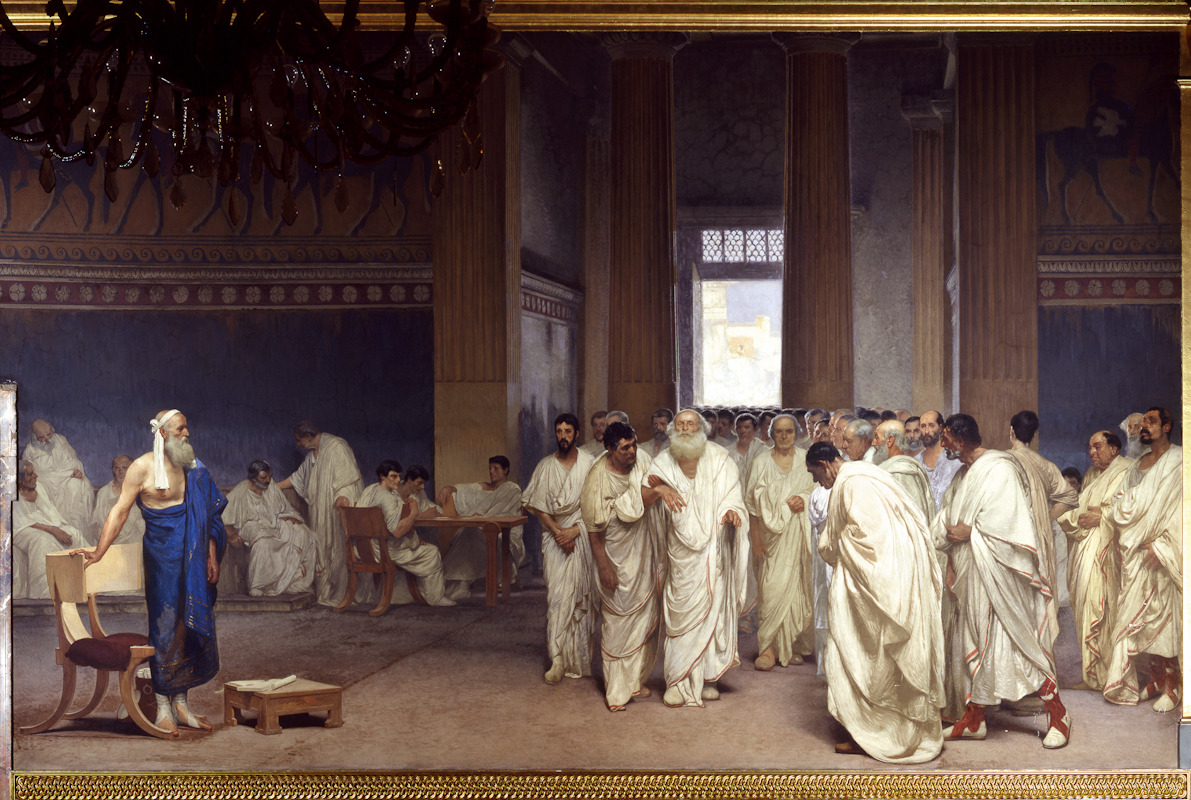
チェーザレ・マッカリ画『元老院に登壇する盲目のカエクス』（マダーマ宮収蔵、1888年）

  - アッピウス・クラウディウス・サビヌス・インレギッレンシス, アッティウス・クラウスス。紀元前495年の執政官[2]
    - アッピウス・クラウディウス・クラッスス・インレギッレンシス・サビヌス, 紀元前471年の執政官, 紀元前451年からの十人委員会[3]
      - アッピウス・クラウディウス・クラッスス (紀元前424年の執政武官)[4]
      - プブリウス
        - アッピウス・クラウディウス・クラッスス (紀元前403年の執政武官)[5]

    - ガイウス・クラウディウス・インレギッレンシス・サビヌス, 紀元前460年の執政官[6]
- アッピウス (前471年の執政官もしくは403年の執政武官)
  - プブリウス
    - アッピウス・クラウディウス・クラッスス・インレギッレンシス, 紀元前349年の執政官[7]
      - ガイウス・クラウディウス・インレギッレンシス, 紀元前337年の独裁官[8]
        - アッピウス・クラウディウス・カエクス, 紀元前307年、296年の執政官。アッピア街道アッピア水道で知られる[9]
          - アッピウス・クラウディウス・ルッスス, 紀元前268年の執政官[10]

        - アッピウス・クラウディウス・カウデクス, 紀元前264年の執政官[11]
          - ガイウス・クラウディウス・ケント, 紀元前240年の執政官[12]
          - プブリウス・クラウディウス・プルケル, 紀元前249年の執政官)[13]

### プルケル家

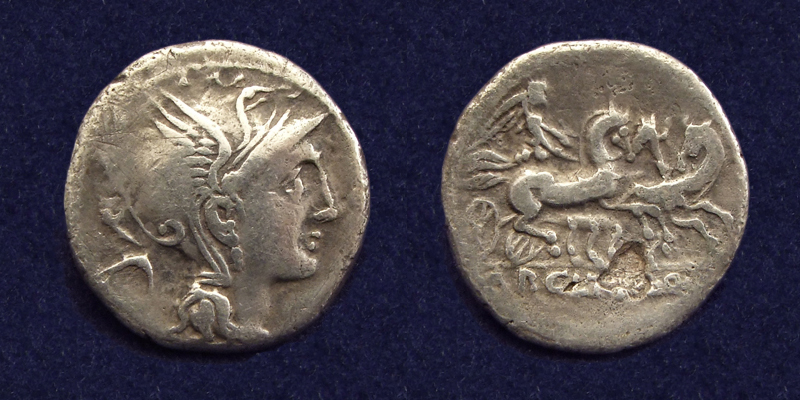
プルケルらによって紀元前110年頃に鋳造されたデナリウス銀貨

- プブリウス・クラウディウス・プルケル, 紀元前249年の執政官)[13]
  - アッピウス・クラウディウス・プルケル (紀元前212年の執政官)[14]
    - アッピウス・クラウディウス・プルケル (紀元前185年の執政官)[15]
    - プブリウス・クラウディウス・プルケル (紀元前184年の執政官)[16]
    - ガイウス・クラウディウス・プルケル (紀元前177年の執政官)[17]
      - アッピウス・クラウディウス・プルケル (紀元前143年の執政官)[18]
        - クラウディア, ウェスタの処女。父が凱旋式を強行する際、護民官の妨害を防ぐため父に同行した[19]
- ガイウス
  - アッピウス
    - ガイウス・クラウディウス・プルケル (紀元前92年の執政官)[20]
    - アッピウス・クラウディウス・プルケル (紀元前79年の執政官)[21]
      - アッピウス・クラウディウス・プルケル (紀元前54年の執政官)[22]
      - プブリウス・クロディウス・プルケル, 紀元前58年の護民官。プレブスに転出した
- アッピウス・クラウディウス・プルケル (紀元前130年の補充執政官)[23]
- ガイウス・クラウディウス・プルケル, 紀元前108年-104年の貨幣鋳造委員[24]
- ガイウス・クラウディウス・プルケル, 紀元前56年のプラエトル[24]
- アッピウス
  - ガイウス
    - アッピウス・クラウディウス・プルケル (紀元前38年の執政官)[25]
- マルクス・リウィウス・ドルスス・クラウディアヌス（英語版）, リウィウス氏族の養子に入る
  - リウィア・ドルシッラ, ティベリウスの母
- プブリウス・クラウディウス・プルケル, 紀元前31年より後のプラエトル[26]

### ケント家
- ガイウス・クラウディウス・ケント, 紀元前240年の執政官[12]
- ガイウス・クラウディウス・ケント, 紀元前200年のレガトゥス。時の執政官プブリウス・スルピキウス・ガルバ・マクシムスの下で艦隊を率いる[27]
- アッピウス・クラウディウス・ケント, 紀元前175年のプラエトル。ヒスパニア・ウルテリオル担当[28]
- ガイウス・クラウディウス・ケント, 紀元前155年の冬、ビテュニアとアッタロス朝の戦争を止めるため小アシアへと送られたが、プルシアス2世に拒否された[29]

### ネロ家

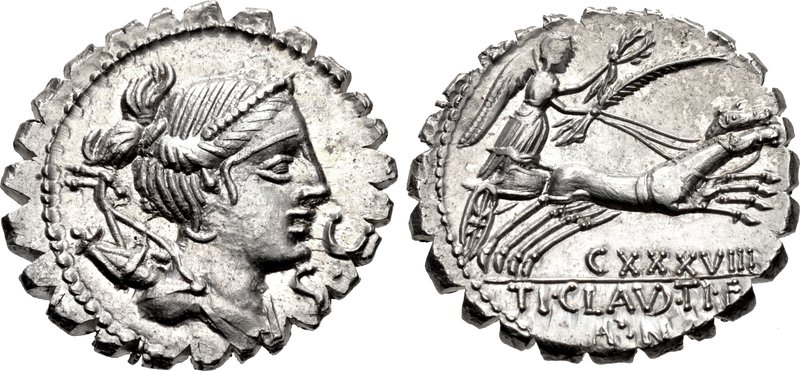
ティベリウス・クラウディウス・ネロ（紀元前67年のプラエトル）が紀元前79年に鋳造したデナリウス銀貨

ネロはサビニ人の言葉で豪胆といった意味を持つ。
- カエクス？
  - ティベリウス
    - ティベリウス
      - ガイウス・クラウディウス・ネロ, 紀元前207年の執政官[30]

    - プブリウス
      - ティベリウス・クラウディウス・ネロ (紀元前202年の執政官)[31]
- アッピウス・クラウディウス・ネロ, 紀元前195年のプラエトル。[ヒスパニア・ウルテリオル]担当[32]
- ティベリウス・クラウディウス・ネロ, 紀元前181年のプラエトル。シキリア担当[33]
- ティベリウス・クラウディウス・ネロ, 紀元前178年のプラエトル。外人やリグリア担当[34]
- ティベリウス・クラウディウス・ネロ, 紀元前167年のプラエトル。シキリア担当[35]
- ティベリウス
  - ティベリウス・クラウディウス・ネロ, 紀元前166年より後の元老院議員[36]
- プブリウス
  - ガイウス・クラウディウス・ネロ, 紀元前81年のプラエトル
- ティベリウス・クラウディウス・ネロ, 恐らく紀元前67年のプラエトル[37]
- ティベリウス・クラウディウス・ネロ, 紀元前42年のプラエトル
  - ティベリウス・クラウディウス・ネロ, ティベリウス帝
  - ネロ・クラウディウス・ドルスス
    - リウィッラ
    - ティベリウス・クラウディウス・ネロ, クラウディウス帝
    - ゲルマニクス
      - ネロ・カエサル
      - ドルスス・カエサル
      - ガイウス・ユリウス・カエサル, カリグラ帝
      - 小アグリッピナ
        - ルキウス・ドミティウス・アヘノバルブス, ネロ帝

### その他
- ガイウス・クラウディウス・ホルタトル、紀元前337年のマギステル・エクィトゥム[8]
- ガイウス・クラウディウス, 紀元前310年、カメリヌムに潜入してローマと同盟を締結させる (カエソ・ファビウスとも)[38]
- ガイウス・クラウディウス, 紀元前211年のユピテル神官（英語版）。職務怠慢で退職[39]
- マルクス・クラウディウス・レピドゥス, 紀元前190年のレガトゥス。ギリシアにいたプロプラエトルのアウルス・コルネリウス・マンムラによって元老院に派遣され小アシアの情報を報告[40]
- ルキウス・クラウディウス, 紀元前174年のプラエトル。シキリア担当[41]
- クラウディウス・ウニマヌス, 紀元前146年のプラエトル。ヒスパニア・ウルテリオル担当。ウィリアトゥス（英語版）に惨敗[42]

## プレブス系

### マルケッルス家
- ガイウス
  - ガイウス

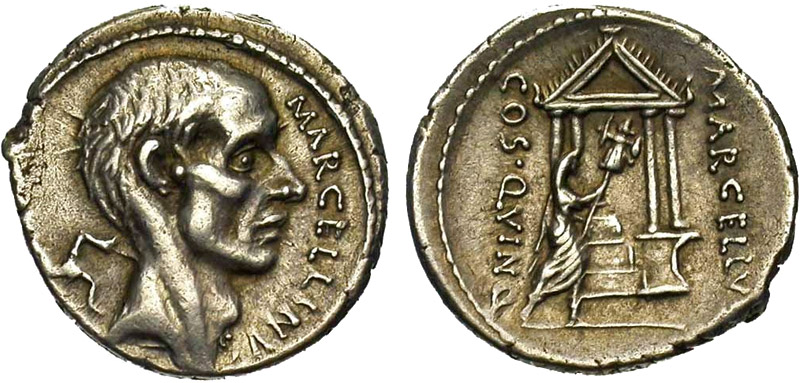
スポリア・オピーマを奉納するローマの剣を刻んだデナリウス銀貨

    - マルクス・クラウディウス・マルケッルス (紀元前331年の執政官)[43]
      - ガイウス・クラウディウス・カニナ, 紀元前285年、273年の執政官[44]
      - マルクス・クラウディウス・マルケッルス (紀元前287年の執政官)[45]
        - マルクス
          - マルクス・クラウディウス・マルケッルス, 紀元前222年以降5回執政官を務める。第二次ポエニ戦争で活躍したローマの剣[46]
            - マルクス・クラウディウス・マルケッルス (紀元前196年の執政官)[47]
              - マルクス・クラウディウス・マルケッルス (紀元前183年の執政官)[48]
                - マルクス・クラウディウス・マルケッルス (紀元前166年の執政官)[49]
- マルクス・クラウディウス・マルケッルス, 紀元前185年のプラエトル[15]
- マルクス・クラウディウス・マルケッルス, 紀元前102年ガイウス・マリウスの下でアクアエ・セクスティアエの戦いに参加[50]
- マルクス
  - マルクス
    - マルクス・クラウディウス・マルケッルス (紀元前51年の執政官)
    - ガイウス・クラウディウス・マルケッルス・マヨル, 紀元前49年の執政官

  - ？
    - ガイウス・クラウディウス・マルケッルス・ミノル, 紀元前50年の執政官
      - マルクス・クラウディウス・マルケッルス (アウグストゥスの甥)
      - 大マルケッラ
      - 小マルケッラ

### アセッルス家
- ティベリウス・クラウディウス・アセッルス, 紀元前207年のトリブヌス・ミリトゥム。執政官ネロの下でハンニバルと戦う[51]。翌年サルディニア担当プラエトル[52]
- ティベリウス・クラウディウス・アセッルス, 紀元前140年の護民官。スキピオ・アエミリアヌスがケンソルの時厳しい処分を受けその復讐を企む[53]

### その他
- ガイウス
  - マルクス・クラウディウス・グリキア, 紀元前249年の独裁官[54]
- マルクス・クラウディウス・クリネアス, 紀元前236年のレガトゥス。時の執政官ガイウス・リキニウス・ウァルスによってコルシカ島へ送られたが、後に投獄または追放された[55]
- クィントゥス・クラウディウス, 紀元前218年の護民官。クラウディウス法（英語版）の提唱者[56]
- クィントゥス・クラウディウス・フラメン, 紀元前208年のプラエトル。タレントゥム担当[57]
- プブリウス・クラウディウス, 紀元前207年のプラエフェクトゥス・ソキウム (アウクシリアの指揮官)。執政官ネロの下で働く[51]
- プブリウス・クラウディウス, 紀元前196年のトリブヌス・ミリトゥム。時の執政官マルケッルスの下でガリア人と戦う[58]
- マルクス・クラウディウス, 紀元前137年のプラエトル。タッラキナ付近を航海中落雷で死亡[59]